# Deerfield (Kansas)
Deerfield – miasto w Stanach Zjednoczonych, w stanie Kansas, w hrabstwie Kearny.